# نظام تحديد الهوية الآلي
نظام تحديد الهوية الآلي (AIS) هو نظام تتبع أوتوماتيكي يستخدم أجهزة إرسال واستقبال على السفن ويُستخدم بواسطة خدمات حركة السفن (VTS). عند استخدام الأقمار الصناعية للكشف عن توقيعات إيه آي إس، يُستخدم مصطلح ستلايت-إيه آي إس (إس-إيه آي إس). تُلحق معلومات نظام تحديد الهوية الآلي بالرادار البحري، الذي لا يزال هو الطريقة الأساسية لتجنب الاصطدام في أثناء النقل المائي. على الرغم من تميزه الفني والتشغيلي، فإن نظام إيه دي إس-بي مماثل لنظام إيه آي إس ويُؤَدِّي وظيفة مماثلة للطائرات.
يمكن عرض المعلومات التي توفرها معدات إيه آي إس، مثل التحديد الفريد والموقع والدورة والسرعة، على شاشة أو شاشة عرض مخطط إلكتروني ونظام معلومات (إي سي دي آي إس). يدمج نظام إيه آي إس جهاز إرسال واستقبال قياسي يعمل بترددات عالية جدًا مع نظام تحديد المواقع مثل جهاز استقبال نظام التموضع العالمي، مع أجهزة استشعار الملاحة الإلكترونية الأخرى، مثل البوصلة الدوارة أو مؤشر معدل الانعطاف. يمكن تتبع السفن المزودة بمستقبلات إيه آي إس عن طريق محطات قاعدة إيه آي إس الموجودة على طول الخطوط الساحلية أو عندما تكون خارج نطاق الشبكات الأرضية، من خلال عدد متزايد من الأقمار الصناعية المزودة بمستقبلات إيه آي إس الخاصة القادرة على تفكيك عدد كبير من التوقيعات.
تتطلب الاتفاقية الدولية لسلامة الحياة في البحر التابعة للمنظمة البحرية الدولية أن يُركب نظام إيه آي إس على متن سفن الرحلات الدولية التي تبلغ حمولتها الإجمالية 300 أو أكثر، وجميع سفن الركاب بغض النظر عن الحجم. لعدة أسباب، منها إمكانية السفن إيقاف تشغيل أجهزة الإرسال والاستقبال الخاصة بنظام إيه آي إس.

## عرض واستخدام بيانات نظام تحديد الهوية الآلي
يهدف نظام إيه آي إس في المقام الأول إلى السماح للسفن برؤية حركة الملاحة البحرية في منطقتها وأن يلاحظها هذا المرور. ويتطلب ذلك جهاز إرسال/استقبال ترددات عالية جدًا تابع لنظام إيه آي إس مخصصًا يسمح بعرض حركة المرور المحلية على جهاز رسم الخرائط أو شاشة الكمبيوتر الممكّنة لنظام إيه آي إس أثناء نقل المعلومات حول السفينة نفسها إلى أجهزة استقبال إيه آي إس الأخرى. تُجهز سلطات الموانئ أو غيرها من المرافق القائمة على الشاطئ مع أجهزة الاستقبال فقط، حتى يتمكنوا من عرض حركة المرور المحلية دون الحاجة إلى نقل مواقعهم الخاصة. يمكن رؤية كامل حركة مرور أجهزة الإرسال والاستقبال المجهزة بنظام إيه آي إس بهذه الطريقة بشكلٍ موثوق للغاية ولكنها تقتصر على نطاق التردد العالي جدًا، الذي يتراوح بين 10 و20 ميلًا بحريًا.
في حالة عدم توفر المخطط البياني المناسب، يمكن عرض إشارات جهاز الإرسال والاستقبال التابع لنظام إيه آي إس في المنطقة المحلية عبر جهاز كمبيوتر باستخدام أحد تطبيقات الكمبيوتر العديدة مثل شيب بلوتر ونوايس. تعمل هذه التطبيقات على إزالة الإشارة من هاتف لاسلكي راديوي مُعدّل يعمل على ترددات عالية جدًا مضبوط على ترددات إيه آي إس ومُحوَّل إلى تنسيق رقمي يمكن للكمبيوتر قراءته وعرضه على الشاشة؛ يمكن بعد ذلك مشاركة هذه البيانات عبر شبكة محلية أو شبكة واسعة النطاق عبر بروتوكولات تي سي بّي أو يو دي بّي، ولكنها ستظل مقتصرة على النطاق الجماعي لأجهزة الاستقبال اللاسلكية المستخدمة في الشبكة. نظرًا لأن تطبيقات مراقبة إيه آي إس للكمبيوتر وأجهزة الإرسال والاستقبال اللاسلكية ذات الترددات العالية جدًا العادية لا تمتلك أجهزة إرسال إيه آي إس، فقد تُستخدم من قبل المرافق القائمة على الشاطئ والتي لا تحتاج إلى الإرسال أو تُستخدم كبديل غير مكلف لجهاز إيه آي إس مخصص للسفن الصغيرة لعرض حركة المرور المحلية ولكن بالطبع سيبقى المستخدم غير مرئي من قبل حركة المرور الأخرى على الشبكة.
يتمثل الاستخدام الثانوي وغير المخطط له والناشئ لبيانات إيه آي إس في جعلها قابلة للعرض علنًا على الإنترنت دون الحاجة إلى جهاز استقبال إيه آي إس. تُجمع بيانات جهاز الإرسال والاستقبال إيه آي إس العالمي التي تُجمع من كل من المحطات القائمة على الأقمار الصناعية والمحطات المتصلة بالإنترنت والتي يوفرها عدد من مزودي الخدمة على الإنترنت. يمكن الاطلاع على البيانات المجمعة بهذه الطريقة على أي جهاز متصل بالإنترنت لتوفير بيانات المواقع العالمية في الوقت الحقيقي تقريبًا من أي مكان في العالم. تتضمن البيانات النموذجية اسم السفينة والتفاصيل والموقع والسرعة والعنوان على الخريطة، يمكن البحث فيها، ومن المحتمل أن تكون غير محدودة، وذات نطاق عالمي حيث تجري أرشفة السجل. معظم هذه البيانات مجانية ولكن عادةً ما تُوفر بيانات الأقمار الصناعية والخدمات الخاصة مثل البحث في الأرشيف مقابل تكلفة. البيانات ذات سماحية القراءة فقط ولن يُرى المستخدمين على شبكة إيه آي إس نفسها.  يدير عدد كبير من المتطوعين في الغالب أجهزة استقبال إيه آي إس المشاركة في الإنترنت من الشاطئ. تطبيقات إيه آي إس المحمولة متاحة أيضًا للاستخدام مع أجهزة أندرويد وويندوز وأيوس. يستخدم مالكو السفن ومرسلو البضائع هذه الخدمات للعثور على السفن والبضائع ولتتبعها، بينما يجمع الهواة البحريون مجموعات صور خاصة بهم.

## الأمان
نظرًا لطبيعة إيه آي إس غير المصادق عليها وغير المشفرة، فإن بالدوزي (حديثًا) وباستا وويلهويت وغيرهم، أظهر أن نظام إيه آي أس عرضة لتهديدات مختلفة مثل الخداع والاختطاف واختراق المواقع. تؤثر هذه التهديدات على كل من التنفيذ في مزودي الإنترنت ومواصفات البروتوكول، ما يجعل المشاكل ذات الصلة بجميع عمليات تثبيت المجيب (المقدرة بـ 300,000+).

## أبحاث
هناك مجموعة متزايدة من المؤلفات حول طرق استغلال بيانات إيه آي إس من أجل السلامة والاستفادة المثلى من الملاحة البحرية، وهي بالتحديد تحليل حركة المرور، واكتشاف الهالات، واستكشاف الطرق والتنبؤ بها، وكشف التصادم، وتخطيط المسار، وتوجيه الطقس وغيرها الكثير.

## أنظر أيضا
- سفينة شحن ذاتية الحركة